# 엘라 루빈
엘라 루빈(Ella Rubin, 2001년 9월 2일 ~ )은 미국의 배우이다.

## 출연 작품
- 한 번 더 해피엔딩 (2014)
- 스위트 이스트 (2023)
- 너란 개념 (2024)
- 아노라 (2024) - 베라 역
- 언틸 던: 무한루프 데스게임 (2025) - 클로버 역
- 피어 스트리트: 프롬 퀸 (2025)